# La reina (canción)
«La reina» (estilizado en mayúsculas) es una canción de la cantante y bailarina española Lola Índigo, lanzado originalmente el 13 de junio de 2024 a través de Universal Music Spain como su próximo proyecto de su próximo EP Nave Dragón. Contó una versión remix de 2025, con la cantante argentina María Becerra y la puertorriqueña Villano Antillano.

## Antecedentes
Lola Índigo anunció en redes sociales que la canción se lanzará el 12 de junio.Poco después, en una entrevista dijo que cuenta de sentir la mejor opción a quién le tiene echado el ojo. También dijo que fusionaba el merengue con sonidos urbanos."Con este hit que promete ser parte de la banda sonora del verano, recorrerá el mundo con la gira de festivales estos meses" dijo en sus redes sociales.

## Videoclip
El vídeo musical fue rodado en la discoteca FITZ de Madrid.Sale Lola Índigo y Mimi haciendo una batalla de baile, también aparece Mimi viendo las demás cámaras en un salón con varios monitores.

## Formatos

### Versión original
| N.º | Título     | Duración |  |
| 1.  | «La reina» | 2:30     |  |

### Remix conMaría BecerrayVillano Antillano
| N.º | Título             | Duración |  |
| 1.  | «La reina (Remix)» | 3:26     |  |

## Posicionamiento en listas
| Listas                                | Mejor posición |
| ------------------------------------- | -------------- |
| España PROMUSICAE (Top 100 Canciones) | 10             |
| España (PROMUSICAE)                   | 5              |
| España PROMUSICAE (Top 50 Radios)     | 3              |

## Certificaciones
| País                | Certificación | Uds. vendidas | Refs.  |
| ------------------- | ------------- | ------------- | ------ |
| España (PROMUSICAE) | 5× Platino    | 50.000        | [ 10 ] |